# Enterococcus avium
Enterococcus avium é uma espécie de bactéria do género Enterococcus, que se encontra normalmente nas aves. Em raros os casos, esta bactéria pode causar infecções em humanos, e nestes casos pode haver resistência à vancomicina, pelo que se denomina "Enterococcus avium resistente à vancomicina", abreviado VREA (pelas siglas em inglês). Os casos de VREA em humanos foram tratados com êxito com linezolida.